# Cerkev Marijinega vnebovzetja, Bertoki
Cerkev Marijinega vnebovzetja v Bertokih je župnijska cerkev Župnije Bertoki.
Cerkev je bila blagoslovljena 20. septembra leta 1676, blagoslovil jo je Francesco Zeno. Medtem je bila večkrat obnovljena, največje spremembe pa so bile v letih 1926−1928. Med obnovo so cerkev povečali in ob straneh postavili dve kapeli z oltarjema. V cerkvi so stare orgle iz leta 1886, izdelane v Brescii. Ob njej stoji zvonik, ki je bil zgrajen leta 1934.